# Luciobarbus brachycephalus
Luciobarbus brachycephalus o barbo dell'Aral è un pesce della famiglia Cyprinidae.

## Distribuzione
Si trova nelle acque salmastre del mar Caspio e del lago d'Aral e nei principali tributari come Volga, Ural, Terek Samur, Kura, Amu Darya e Syr Darya che risale per la riproduzione.
Esistono popolazioni anadrome e stanziali in acqua dolce. In mare vive nelle acque basse costiere , nei fiumi predilige i tratti più profondi con fondi di ghiaia e ciottoli. Sono presenti anche popolazioni d'acqua dolce in laghi artificiali.

## Descrizione
Si tratta di un barbo molto grande dato che può raggiungere il metro di lunghezza e i 21 kg di peso. La pinna dorsale è posta oltre la metà del corpo (differenza con Luciobarbus capito). C'è una carena rigida sul dorso fra la testa e la pinna dorsale. Le labbra sono sottili.

## Alimentazione
In mare si ciba di crostacei bentonici. Durante la migrazione riproduttiva smette di alimentarsi ma rincomincia a farlo nelle zone di fregola nei fiumi, dove si nutre di invertebrati, piccoli pesci e, raramente, di materiali vegetali.

## Riproduzione
Si riproduce in primavera ed estate. Le popolazioni marine effettuano migrazioni riproduttive verso i fiumi. Le femmine depongono diverse centinaia di migliaia di uova (fino ad 1.250.000), queste sono pelagiche e vengono trasportate dalla corrente fluviale per un paio di giorni. Gli avannotti vivono nei tratti con scarsa corrente per alcuni mesi, dopo di che tornano al mare.

## Conservazione
Le popolazioni del mar d'Aral hanno fortemente risentito della crisi ecologica di questo bacino. Non è raro nel mar Caspio ma le popolazioni sono fortemente diminuite a causa della costruzione di dighe e del bracconaggio. Nel Canale del Karakum è invece una specie invasiva.

## Pesca
Si tratta di una specie molto importante per la pesca commerciale nelle zone di diffusione.